# Bernartice (okres Písek)
Bernartice (německy Bernarditz) jsou městys v okrese Písek v Jihočeském kraji. Leží okolo silnice Tábor–Písek. Žije zde přibližně 1 400 obyvatel. Obec se nalézá v mírně zvlněné krajině o nadmořské výšce 463 metrů přibližně deset kilometrů jižně od Milevska.

## Historie
První písemná zmínka o vesnici pochází z roku 1248. Osada vznikla kolem dnes již zaniklé tvrze. Tuto tvrz přestavěl Bernard s manželkou Dobroněhou z Kamberka roku 1293. Tvrz byla postupně rozebrána na stavební materiál v sedmnáctém století. V letech 1347–1352 byl majitelem Bušek z Bernartic. Jeho potomci měli Bernartice v držení až do husitských válek. Roku 1431 se stal majitelem zvíkovský purkrabí Mikuláš z Krchleb. Dále v roce 1477 koupil Bernartice od Mikulášových dcer Rynart z Dubu, který je v roce 1477 prodal pánům z Lažan a na Bechyni. Tento rod držel Bernartice až do roku 1606, kdy byly prodány jezuitské koleji svatého Klimenta v Praze.
Roku 1618 byli jezuité vyhnáni, ale opět se vrátili po bělohorské bitvě. Za jejich působení získala roku 1636 vesnice status městyse. Mohlo se zde vykonávat hrdelní právo. V roce 1626 jezuité přikoupili nedaleké Borovany a roku 1691 i Dobronice. Roku 1672 zachvátil obec velký požár, při kterém lehla popelem část městečka a fara. Roku 1680 postihla Bernartice morová epidemie a v roce 1713 epidemie cholery, při které zemřelo 700 lidí. Roku 1748 se na území obce odehrálo kázání pátera Koniáše. Mezi lety 1770 a 1772 postihl obec hladomor a další epidemie moru. Roku 1773 byl zrušen jezuitský řád a Bernartice připadly královskému státnímu panství v Opařanech. Roku 1795 došlo k velkému požáru, při kterém shořela kromě domů i fara, kostelní věž a škola. Během požáru došlo k roztavení zvonu. Roku 1805 zde tábořila francouzská vojska, rok poté vojska bavorská.
V roce 1825 koupil Bernartice kníže na Bechyni Pavel Paar. Roku 1837 započala stavba státní silnice z Tábora do Písku, v roce 1851 byla postavena okresní silnice z Milevska do Bechyně. Za první světové války padlo na frontě 31 mužů.
Během druhé světové války hrozil Bernarticím od nacistů obdobný osud jako obci Lidice, kvůli přítomnosti členů československé paraskupiny Intransitive. Za aktivní pomoc, kterou obyvatelstvo poskytlo, bylo později 23 občanů obce popraveno a dalších pět posláno do koncentračních táborů.
V poslední den této války, dne 8. května 1945, bylo v Bernarticích ustupujícími německými vojsky postříleno přes třicet osob.
Od 10. září 2014 byl Bernarticím navrácen status městyse.
Bernartice již byly třikrát oceněny v krajském kole soutěže Vesnice roku: v roce 2002 se staly krajským vítězem, v roce 2013 získaly oranžovou stuhu za spolupráci obce a zemědělského subjektu a v roce 2017 zelenou stuhu za péči o zeleň a životní prostředí.

## Obyvatelstvo
| Rok            | 1869  | 1880  | 1890  | 1900  | 1910  | 1921  | 1930  | 1950  | 1961  | 1970  | 1980  | 1991  | 2001  | 2011  | 2021  |
| -------------- | ----- | ----- | ----- | ----- | ----- | ----- | ----- | ----- | ----- | ----- | ----- | ----- | ----- | ----- | ----- |
| Počet obyvatel | 3 001 | 2 931 | 2 813 | 2 749 | 2 891 | 2 946 | 2 633 | 2 025 | 1 994 | 1 737 | 1 416 | 1 239 | 1 222 | 1 267 | 1 332 |
| Počet domů     | 450   | 467   | 480   | 472   | 471   | 493   | 531   | 555   | 530   | 525   | 466   | 487   | 634   | 651   | 680   |

## Části městyse
Městys Bernartice se skládá z jedenácti částí na devíti katastrálních územích.
- Bernartice (k. ú. Bernartice u Milevska)
- Bilinka (i název k. ú.)
- Bojenice (i název k. ú.)
- Dvůr Leveč (k. ú. Bilinka), částí městyse od 6. prosince 2016
- Jestřebice (i název k. ú.)
- Kolišov (i název k. ú.)
- Ráb (leží v k. ú. Kolišov)
- Rakov (k. ú. Rakov u Svatkovic)
- Srlín (i název k. ú.)
- Svatkovice (i název k. ú.)
- Zběšice (i název k. ú.)

Od 1. ledna 1988 do 23. listopadu 1990 k městysi patřily i Hanov, Popovec a Zběšičky.

## Pamětihodnosti

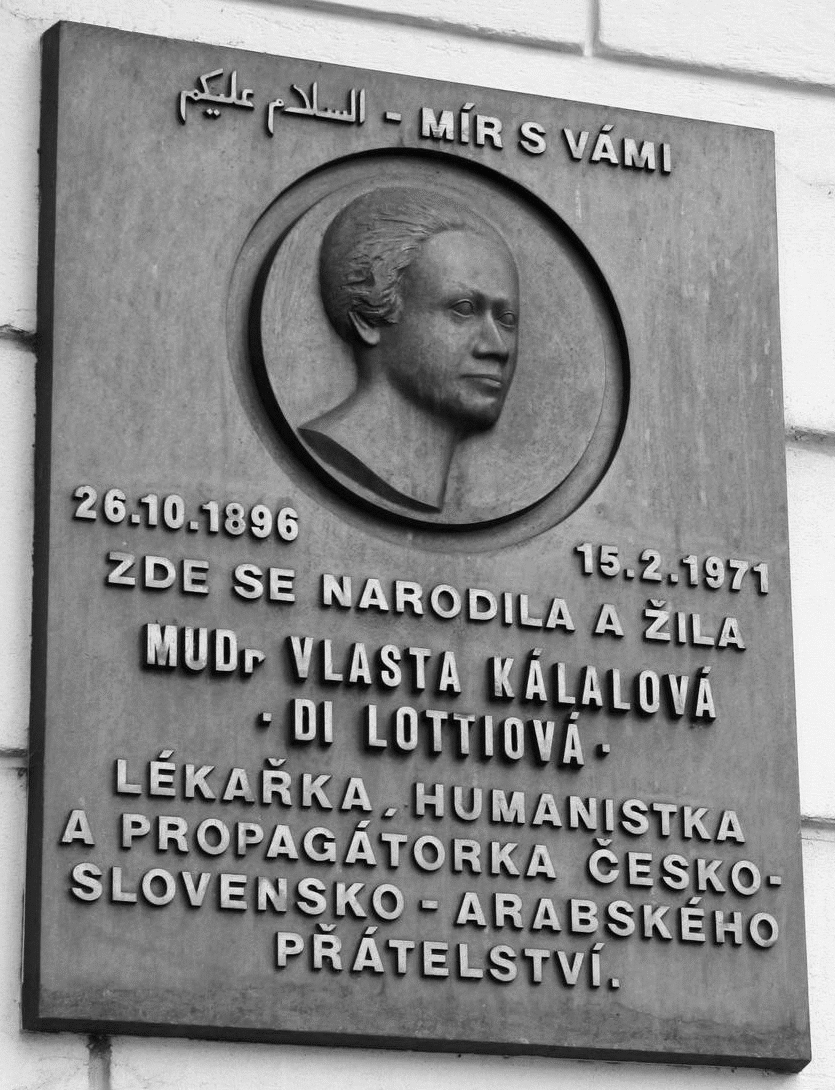
Pamětní deska na rodném domě MUDr. Vlasty Kálalové-Di Lotti v Bernarticích (odhalena v roce 1992)

- Kostel svatého Martina se připomíná z roku 1251. Původně románská stavba byla přestavěna goticky a v roce 1717 barokně. Roku 1795 shořela při požáru velká část obce, fara i kostelní věž. Při tomto požáru se roztavil a poškodil zvon s letopočtem 1186. Ze sebraných kusů roztaveného zvonu byl později ulitý nový zvon. Byl pojmenován Martin a byl slavnostně pověšen. Ale ve válce byl zrekvírován. Na věži zůstal pouze zvon zvaný umíráček. Další zvony byly zakoupeny v letech 1923, 1934 a 1937.[5]
- Kaple svatého Floriána stojí před obecním úřadem na náměstí. Nejedná se o kapli v pravém slova smyslu, ale spíše o otevřený baldachýn, který má ve svém středu sochu svatého Jana Nepomuckého. Pochází z roku 1762. V tomto roce byla kaple 1. května také vysvěcena.[5]
- Barokní fara bývala dříve jezuitská rezidence.[5]
- Morový sloup se sochou svatého Josefa je před farou. Je z druhé poloviny sedmnáctého století. O jeho výstavbu se zasloužil farář Adam Novomeský.[5]
- Husova kaple. Základní kámen k této kapli byl položen v říjnu roku 1926. Do základů byla vložena Bible kralická, Labyrint světa a různé mince té doby. O rok později byla kaple postavena a vysvěcena. Velkou finanční pomoc obdržel sbor metodistické církve, pro kterou byla tato modlitebna určena, od věřících z Ameriky.[5] Kaple byla slavnostně otevřena 7. srpna 1927.[14] V 90. letech 20. století sbor zanikl a kaple byla odprodána obci a chátrala.[14] V současnosti je v kapli dětská expozice Hravé peklo.[15]
- Boží muka se nachází u domu čp. 224 v místě, kde se říká V Brodci.[16]
- Kaple zasvěcená svatému Janu Nepomuckému[17] u mostu u cesty na Bílinku ze druhé poloviny devatenáctého století[18]
- Pomník obětem druhé světové války vytvořil sochař Břetislav Benda[19]. Je před základní školou.[5]
- Pomník obětem první světové války vytvořil roku 1933 také sochař Břetislav Benda a je umístěný na náměstí.[5]
- Kamenná kašna, která se nachází na náměstí, sem byla přivezená z hradu Dobronice v roce 1776. V roce 1781 do ní byla přivedená voda ze zámeckého rybníka.[5]
- Pomník padlým bernartickým občanům je na návrší, které se jmenuje Na Posvátném. Je to žulový monolit na počest padlých občanů v době okupace.
- Rodiště dr. Kálalové Di Lottiové[20]. Pamětní deska na jejím domě byla odhalena roku 1992.[5]
- Novodobá dřevěná boží muka vysvěcená 28. září 2008 se nachází v lese u cesty ve směru ke Zběšicím.
- Venkovská usedlost čp. 90
- První žulový smírčí kříž se nalézá při silnici z Bernartic směrem k Bechyni. Výška 61 cm, šířka 47 cm, síla 23 cm.[21]
- Druhý smírčí kříž se nalézá na návrší v jižní části, v místech, kde se říká V lomu. Výška 110 cm, šířka 50cm, síla 35 cm.[21]
- U kostela je umístěný kovový kříž na kamenném podstavci. V spodní části podstavce je nápis: „8. 5. 1945–1995“.[22]
- U křižovatky na Jestřebice se po levé straně nalézá celokamenný kříž s jetelovitým ukončením ramen. Byl postaven roku 1879. Finanční příspěvek k zhotovení kříže daroval místní rodák Hynek Bouška před svým odjezdem do Ameriky.[21]
- Severním směrem zhruba kilometr za obcí, se na staré cestě do Jestřebic nachází kovový kříž na kamenném podstavci.[21]
- Před kaplí svatého Floriána se nachází kamenný kříž s kovovým korpusem Kristova těla. V roce 1866 nechal kříž postavit pekař Jan Hrdlička. Měl chránit jeho rodinu na cestě do Ameriky. Roku 1896 byl kříž poškozen zásahem blesku.[21]
- U silnice ve směru z Bernartic do Bojenic se vpravo nalézá celokamenný kříž bez korpusu Kristova těla. V střední části je kříž reliéfně zdoben motivem kalicha.[21]

## Rodáci
- Josef Fučík, malíř
- Rudolf Hrubec (1914–1944), parašutista, příslušník zahraniční armády ve Velké Británii
- Rudolf Severin Krzák (1914–2004), parašutista, příslušník zahraniční armády ve Velké Británii
- Vlasta Kálalová – Di Lottiová (1896–1971), lékařka
- František Mikolášek (1924–2014), spisovatel

## Galerie

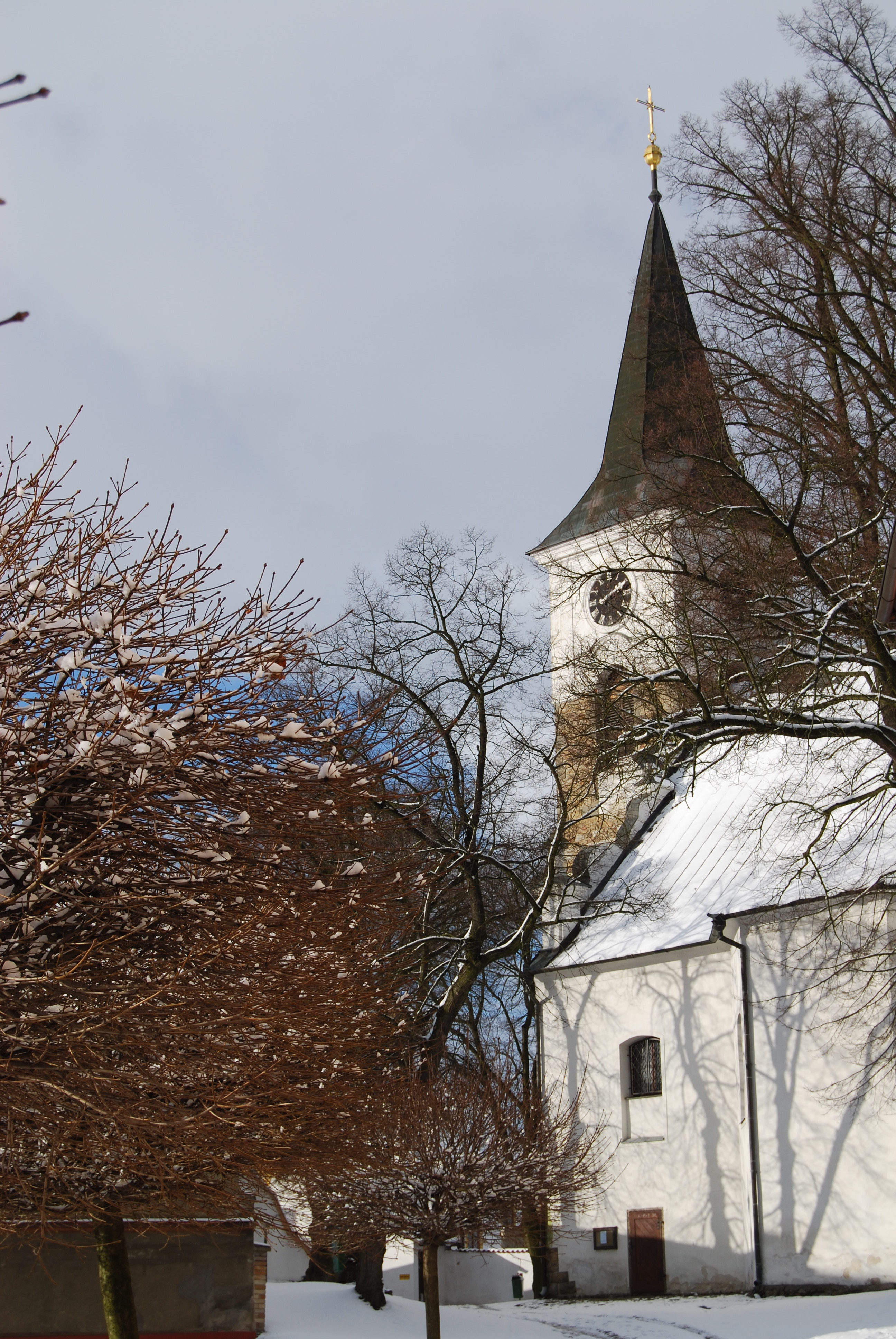
Kostel svatého Martina
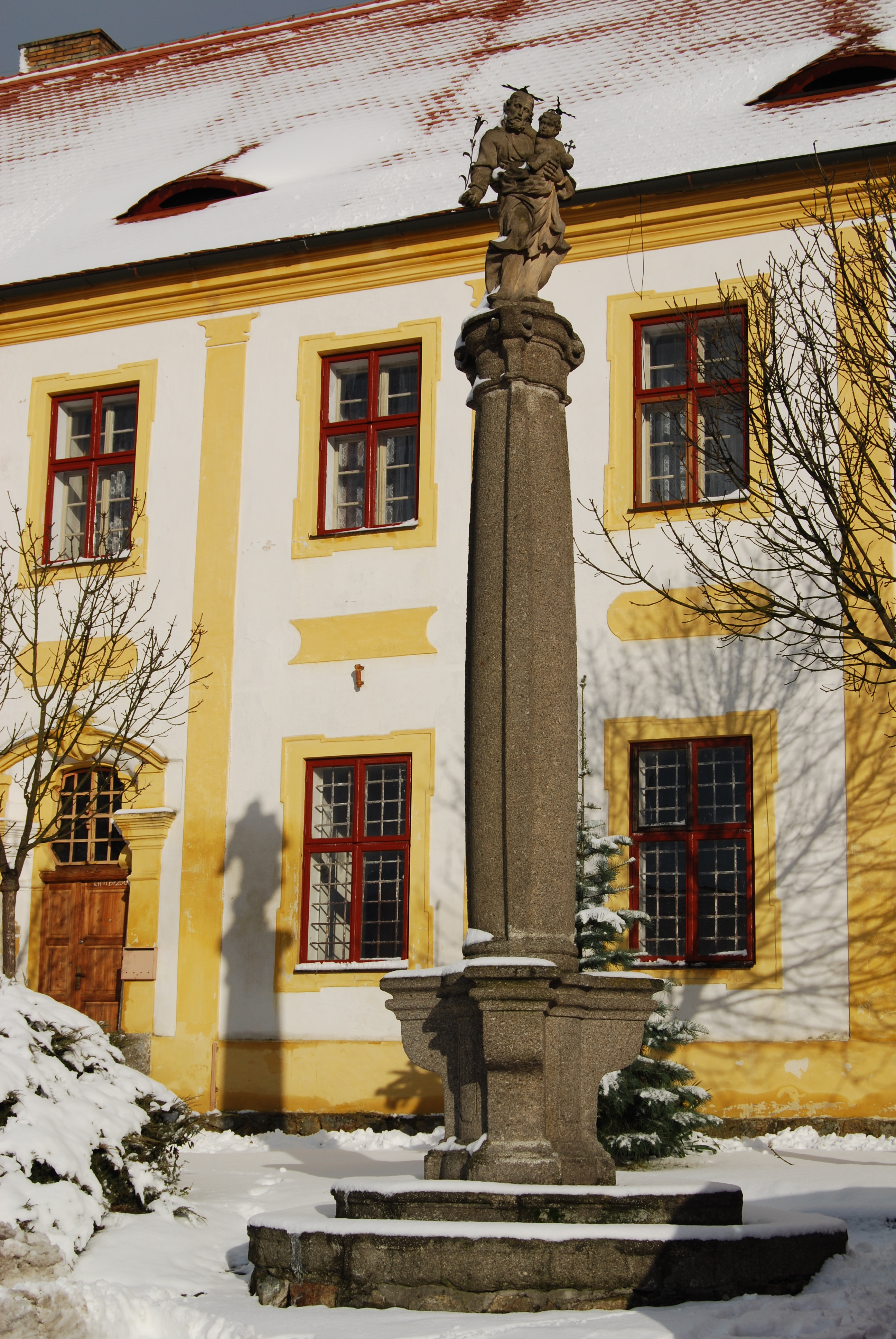
Morový sloup před farou
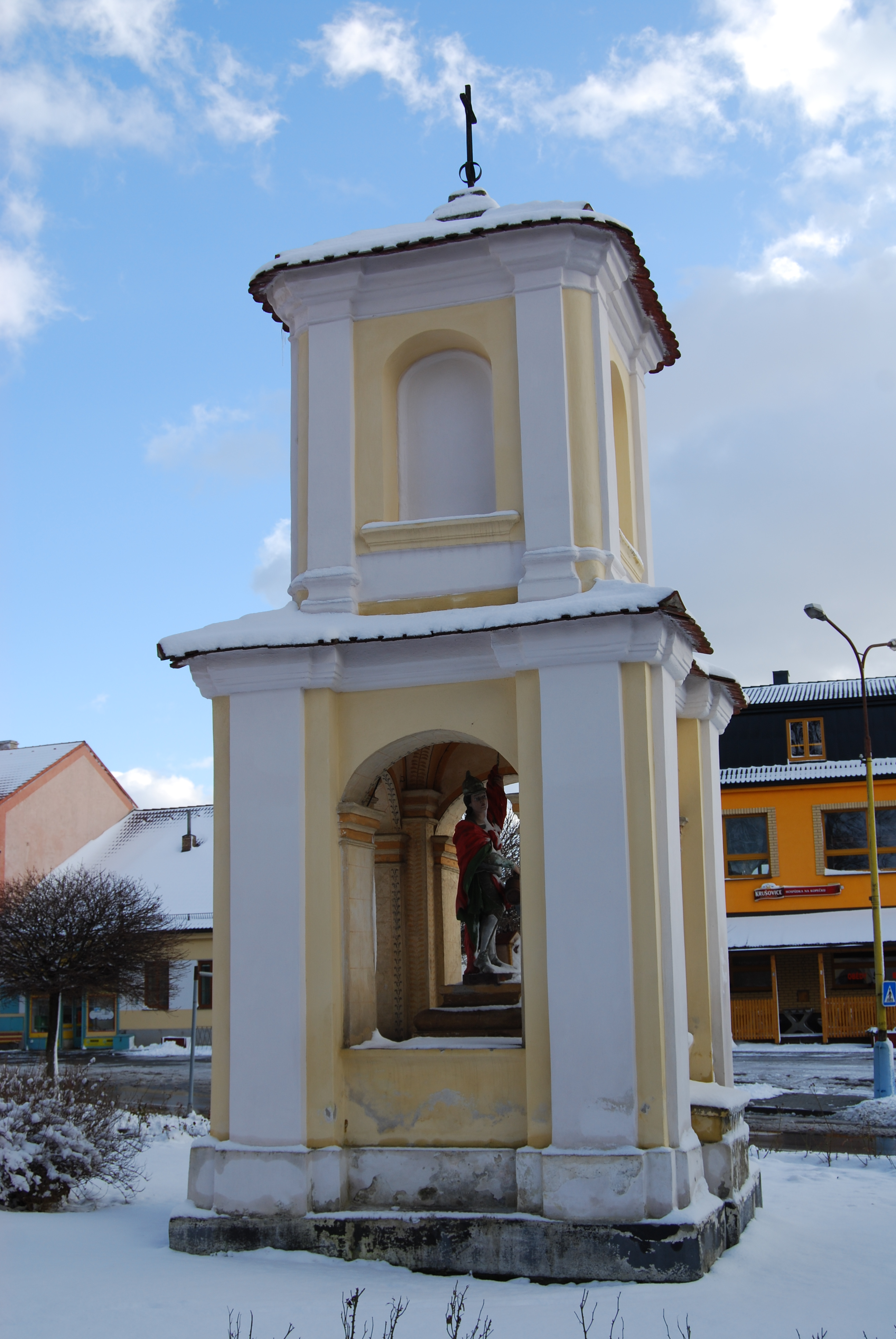
Kaple svatého Floriána před radnicí
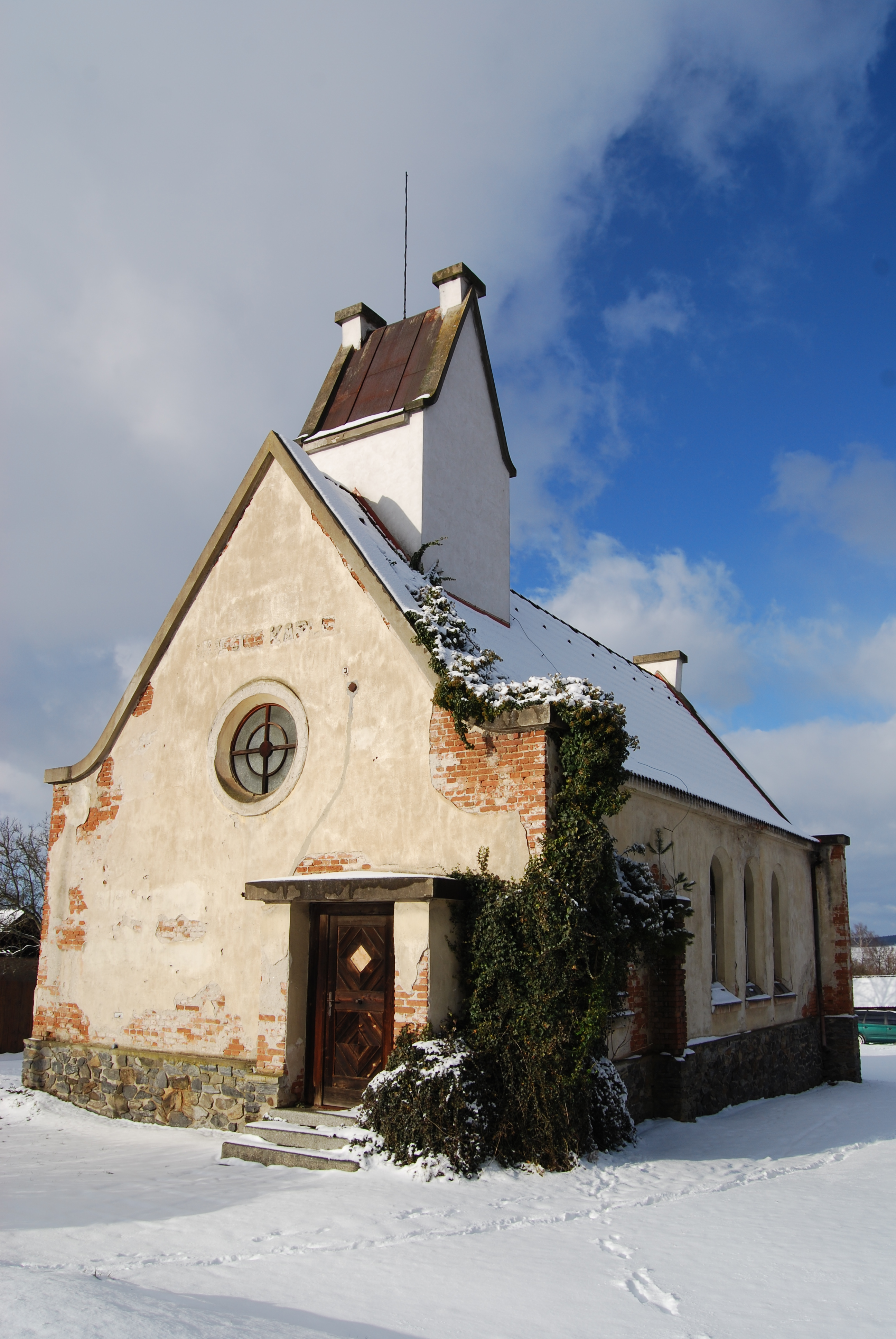
Husova kaple
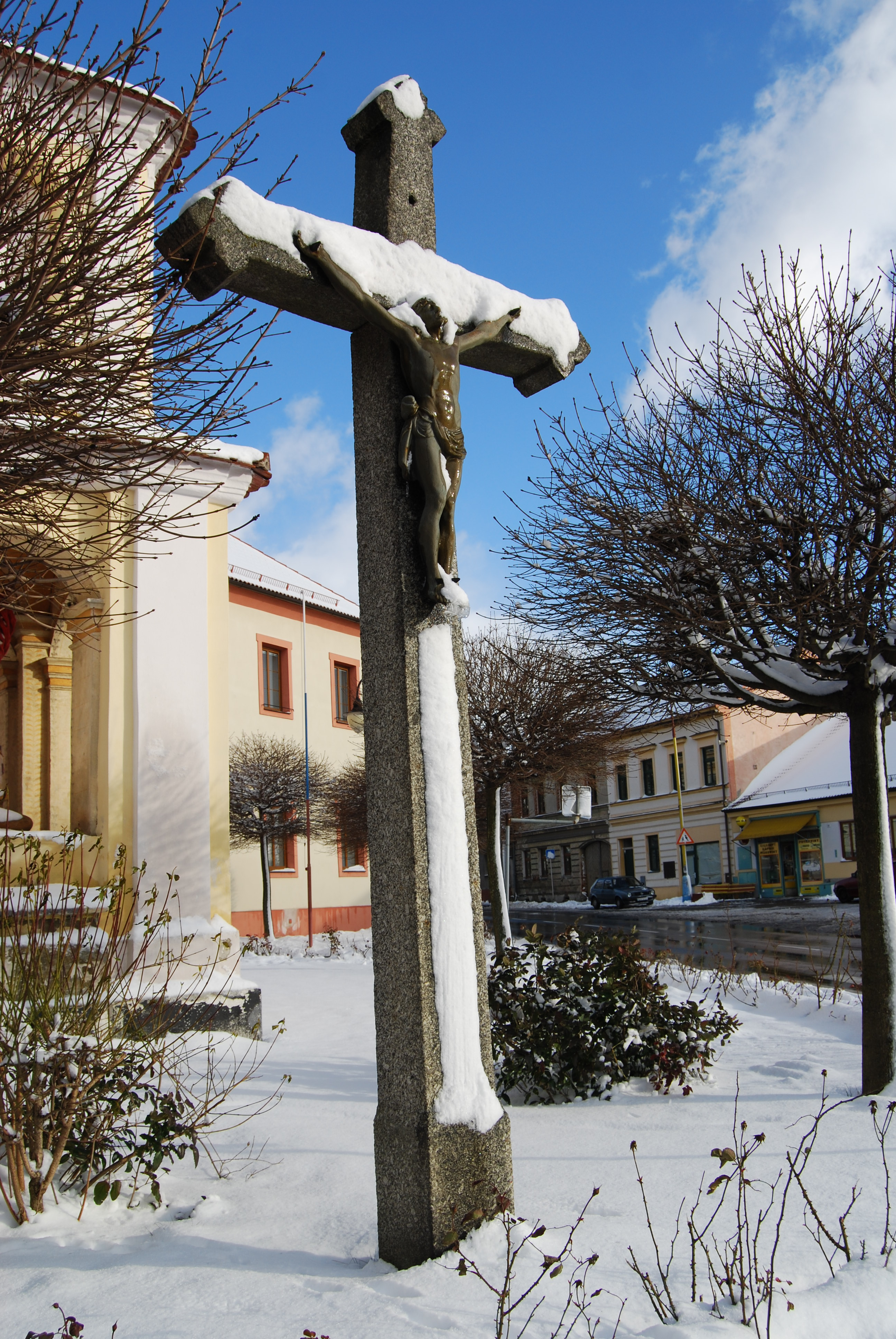
Kříž před kaplí svatého Floriána
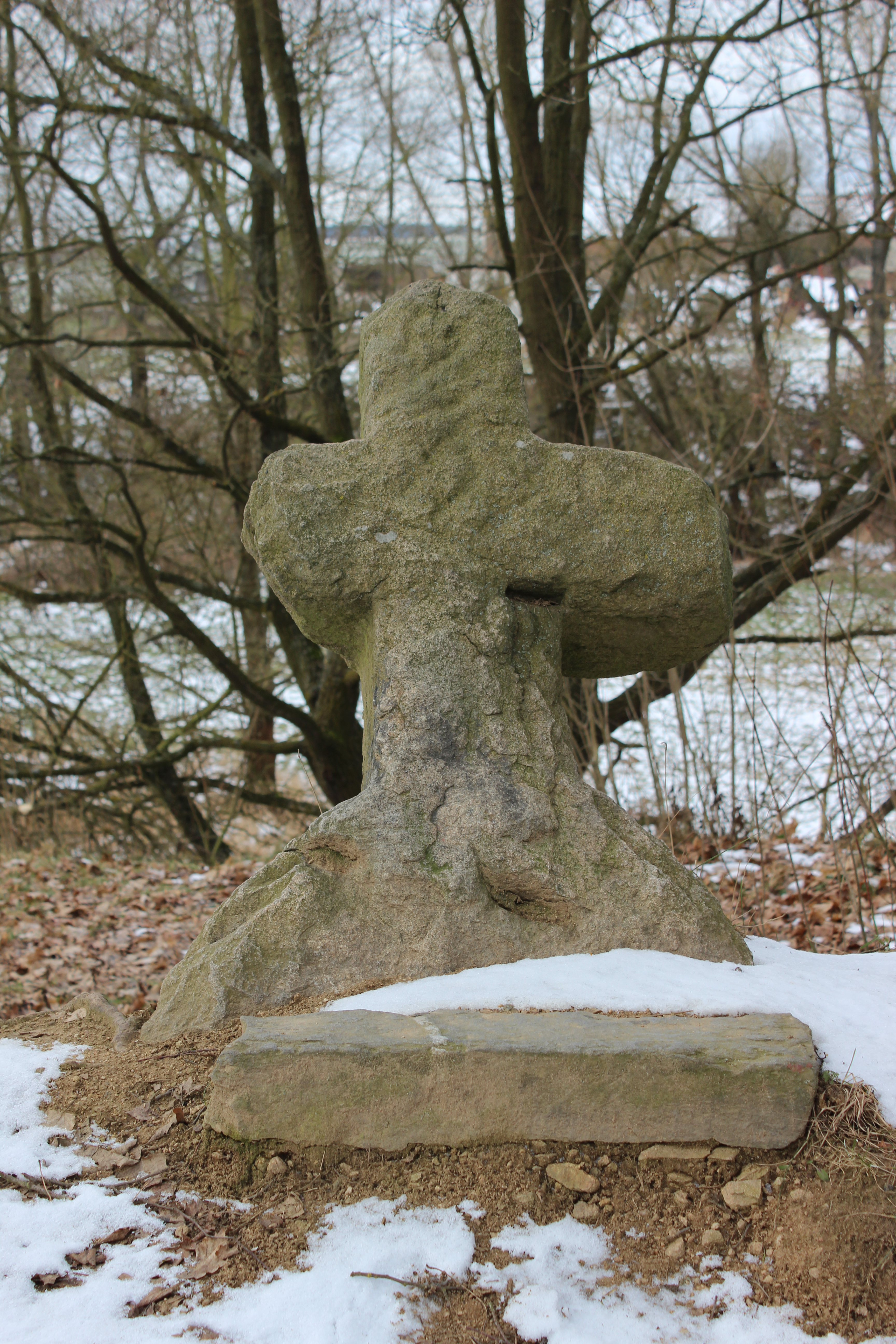
Smírčí kříž V lomu